# Irmfried Radauer
Irmfried Radauer (* 7. Januar 1928 in Salzburg; † 13. Oktober 1999 in Patras/Griechenland) war ein österreichischer Komponist.

## Leben
Irmfried Radauer studierte in den Jahren von 1946 bis 1948 an der Musikhochschule Leipzig Klavier, Dirigieren und Musiktheorie sowie im Jahr 1948 am Mozarteum Salzburg Dirigieren, Musikpädagogik, Klavier und Tonsatz. Von 1949 bis 1950 belegte er Kompositionskurse Ernst Krenek und Paul Hindemith. Im Jahr 1950 erwarb er sein Diplom in Musiktheorie und im Jahr 1955 sein Diplom in Musikpädagogik. An den Internationalen Ferienkursen für Neue Musik in Darmstadt nahm er in den Jahren 1961 und 1966 teil.
Von 1988 bis 1996 war er Universitätsprofessor für elektronische Musik unter Einschluss der Computermusik am Mozarteum Salzburg und leitete das Studio für Elektronische Musik. Außerdem lehrte er an der Universität Salzburg.

## Auszeichnungen
- 1966: Förderungspreis des Theodor Körner Fonds
- 1970: Staatspreis für Musik der Republik Österreich[3]
- 1976: Fulbright-Stipendium an der Stanford University für Kompositions- und Forschungsarbeiten

## Werke (Auswahl)

### Elektronische Musik
- Kalligraphie oder a/2 * (Wurzel 5-1) – Solo für Computer (1960)[4]
- Elektronische Klangkulissen zu „Faust I“ – Solo für Computer (1961)[4]
- Collage – Solo für Computer (1961)[4]
- Akoasmen – Vierkanalige elektronische Computermusik (1968)[4]
- Oasis I – Zweikanalige elektronische Computermusik (1976)[4]
- Oasis II – für Instrumentalensemble und computererzeugtes Tonband (1976)[4]
- Oasis III – für Instrumentalensemble und computererzeugtes Tonband (1976)[4]
- Musik für die Felsenreitschule – Solo für Tonband (1977)[4]
- Ockeghem 77 – Zweikanalige elektronische Computermusik (1977)[4]
- Evocation d’Ockeghem – für zwei Orchester und computererzeugtes Tonband (1978/1979)[4]
- Sphärenmusik I – Zweikanalige elektronische Computermusik (1983)[4]
- Sphärenmusik II – Zweikanalige elektronische Computermusik (1985)[4]
- Sphärenmusik III – Vierkanalige elektronische Computermusik (1985)[4]
- Die Kunst der Computerfuge – Programmgesteuerte Fugen und Interludien beliebiger Anzahl, Dauer und formaler Struktur, Solo für Computer (1987/1988)[4]
- Bach-Paraphrasie – Begleitmusik zu Kafkas „Strafkolonie“ (1989)[4]
- Mnemosyne 88 – für gemischten Chor, großes Orchester und elektronisches Tonband (1994)[4]

### Ensemblemusik
- Sonate – Duo für Violine und Klavier (1950)[4]
- Duo concertante – Duo für Flöte und Klavier (1953/1954)[4]
- Duo concertante – Duo für Oboe und Klavier (1953/1954)[4]
- Solipsis – Quartett für Flöte, Oboe, Violine und Cembalo (1962)[4]
- Trio – für Flöte, Violine und Klavier (Computermusik) (1970)[4]
- Streichquartett 14-3-71 – Quartett für zwei Violinen, Viola und Violoncello (1971)[4]

### Solomusik
- Choralvorspiele – Solo für Orgel (1946–1948)[4]
- Sonate – Solo für Klavier (1949)[4]
- Kinderstücke – Solo für Klavier (1949)[4]
- Tanzstücke – Solo für Klavier (1953)[4]